# North West River (Lake Melville)
Der North West River ist ein 6,5 km langer Fluss im Osten der Labrador-Halbinsel in der zur kanadischen Provinz Neufundland und Labrador gehörenden Teilprovinz Labrador.

## Flusslauf
Der North West River bildet den Abfluss des Grand Lake zum Lake Melville. Er verlässt ersteren an dessen östlichem Ende. Über die etwa einen Kilometer langen The Rapids fließt das Wasser in den 4,5 km langen See Little Lake- Zwischen den beiden Orten North West River im Norden und Sheshatshiu im Süden fließt das Wasser erneut über eine etwa einen Kilometer lange Strecke in die Bucht The Bight am Südwestufer des Lake Melville. Die Flussbreite zwischen den beiden Orten liegt bei etwa 130 m. Die Route 520 von Happy Valley-Goose Bay nach North West River überquert den Fluss. 
Das Einzugsgebiet des North West River umfasst eine Fläche von 14.743,7 km².